# Metawithius philippinus
Metawithius philippinus är en spindeldjursart som beskrevs av Beier 1937. Metawithius philippinus ingår i släktet Metawithius och familjen Withiidae. Inga underarter finns listade i Catalogue of Life.